# Daniel Falcon Javier
Daniel F. Javier (1901-1957) fue un maestro filipino, nacido en Consolación, Leyte del Sur.
Fue maestro y director de la Escuela Normal de Cebú  (en la actualidad Universidad Normal de Cebú) de la ciudad de Cebú a principios del siglo XX. En 1914 exploró los alrededores del nuevo asentamiento en el barrio Bugho de Abuyog, Leyte. Por entonces venía de Cabadbaran, Agusan del Norte, donde había sido agricultor desde 1908 después de su renuncia como director en la Escuela Normal de Cebú.
Murió en Consolación en 1957. Dos años después de su muerte, Bugho finalmente se convirtió en un municipio independiente. En diciembre de 1965, el Consejo municipal, del entonces Bugho, aprobó por unanimidad una resolución para cambiar su nombre a Javier, en su honor.